# Sigurd Müller
Sigurd Hjorth Müller (født 21. december 1844 i Snedsted Præstegård ved Thisted, død 2. december 1918 på Frederiksberg) var en dansk forfatter, rektor, kunst- og litteraturhistoriker, søn af Ludvig Christian Müller.
Efter at have gået i Roskilde Latinskole dimitteredes Müller privat i 1863 og begyndte at studere medicin. Dette studium afbrødes imidlertid ved, at landskabsmaler Thorald Læssøe inviterede ham med på en rejse til Italien, hvor han opholdt sig i 8 måneder, og efter sin hjemkomst opgav han så medicinstudiet, studerede æstetik og tog 1872 magisterkonferens i faget. I en række af år virkede han nu i hovedstaden som lærer i dansk, navnlig ved Borgerdydskolen i København, indtil han 1886 valgtes til bestyrer af Kolding Latin- og Realskole. 1874 havde han ægtet Marie Louise Biering, datter af fhv. adjunkt Christian Henrik Biering.
Sigurd Müllers forfattervirksomhed begyndte han rent æstetisk med en samling Digte (1867), hvorpå i 1872 fulgte oversættelsen: Fem Digte af Theokritos og i 1874 Tre Fortællinger. Efterhånden optog kunsthistoriske studier ham mere og mere, og resultatet af disse foreligger i en mangfoldighed af mindre artikler i Dagbladet, Morgenbladet og Ude og Hjemme, i Kortfattet Kunsthistorie (1883), Nyere dansk Malerkunst (1884) og Thorvaldsen, hans Liv og hans Værker (1893). Også som skolebogsforfatter har han været meget virksom, og hans Håndbog i den danske Litteratur (1880) og hans Kortfattet dansk Litteraturhistorie (1881) hørte til de mest benyttede hjælpemidler ved undervisningen i dansk litteraturhistorie.